# Ярмаут (переписна місцевість, Мен)
Ярмаут (англ. Yarmouth) — переписна місцевість (CDP) в США, в окрузі Камберленд штату Мен. Населення — 6125 осіб (2020).

## Географія
Ярмаут розташований за координатами 43°48′14″ пн. ш. 70°11′19″ зх. д. / 43.80389° пн. ш. 70.18861° зх. д. (43.803819, -70.188559).  За даними Бюро перепису населення США в 2010 році переписна місцевість мала площу 13,85 км², з яких 13,56 км² — суходіл та 0,29 км² — водойми.

## Демографія
Згідно з переписом 2010 року, у переписній місцевості мешкало 5869 осіб у 2515 домогосподарствах у складі 1556 родин. Густота населення становила 424 особи/км².  Було 2651 помешкання (191/км²).
Расовий склад населення:
| - 96,6 % — білих - 1,3 % — азіатів - 0,7 % — чорних або афроамериканців - 0,2 % — корінних американців - 0,1 % — вихідців з тихоокеанських островів |

До двох чи більше рас належало 1,1 %. Частка іспаномовних становила 1,3 % від усіх жителів.
За віковим діапазоном населення розподілялося таким чином: 22,8 % — особи молодші 18 років, 61,5 % — особи у віці 18—64 років, 15,7 % — особи у віці 65 років та старші. Медіана віку мешканця становила 44,0 року. На 100 осіб жіночої статі у переписній місцевості припадало 88,2 чоловіків;  на 100 жінок у віці від 18 років та старших — 83,9 чоловіків також старших 18 років.
Середній дохід на одне домашнє господарство  становив 100 575 доларів США (медіана — 63 319), а середній дохід на одну сім'ю — 129 239 доларів (медіана — 97 296). Медіана доходів становила 76 736 доларів для чоловіків та 38 822 долари для жінок. За межею бідності перебувало 7,6 % осіб, у тому числі 8,6 % дітей у віці до 18 років та 10,4 % осіб у віці 65 років та старших.
Цивільне працевлаштоване населення становило 2688 осіб. Основні галузі зайнятості: освіта, охорона здоров'я та соціальна допомога — 27,9 %, фінанси, страхування та нерухомість — 14,2 %, науковці, спеціалісти, менеджери — 13,2 %, роздрібна торгівля — 13,0 %.